# Coconut Creek
Coconut Creek és una població dels Estats Units a l'estat de Florida. Segons el cens de l'1 de juliol de 2006 tenia 49.890 habitants.

## Demografia
Segons el cens del 2000, Coconut Creek tenia 43.566 habitants, 20.093 habitatges, i 12.035 famílies. La densitat de població era de 1.456,4 habitants per km².
Dels 20.093 habitatges en un 22% hi vivien nens de menys de 18 anys, en un 49,4% hi vivien parelles casades, en un 7,7% dones solteres, i en un 40,1% no eren unitats familiars. En el 32,5% dels habitatges hi vivien persones soles el 18% de les quals corresponia a persones de 65 anys o més que vivien soles. El nombre mitjà de persones vivint en cada habitatge era de 2,16 i el nombre mitjà de persones que vivien en cada família era de 2,73.
Per edats la població es repartia de la següent manera: un 18% tenia menys de 18 anys, un 5,6% entre 18 i 24, un 31,3% entre 25 i 44, un 18,6% de 45 a 60 i un 26,5% 65 anys o més.
L'edat mediana era de 41 anys. Per cada 100 dones de 18 o més anys hi havia 82,5 homes.
La renda mediana per habitatge era de 43.980 $ i la renda mediana per família de 55.131 $. Els homes tenien una renda mediana de 40.965 $ mentre que les dones 31.188 $. La renda per capita de la població era de 25.590 $. Entorn del 5,1% de les famílies i el 7,1% de la població estaven per davall del llindar de pobresa.

## Poblacions properes
El següent diagrama mostra les poblacions més properes.